# 百合乡
百合乡，是中华人民共和国广西壮族自治区百色市那坡县下辖的一个乡镇级行政单位。

## 行政区划
百合乡下辖以下地区：
百合村、那乐村、民兴村、平坛村、那化村、清华村、振武村、大华村、念银村和栋英村。